# Куп Кариба 2008.
Куп Кариба 2008. (познат као Digicel Caribbean Cup−Дигисел Куп Кариба због спонзорства), било је петнаесто издање Купа Кариба, основано од стране ФСК, једне од Конкакаф зона. Укупно 24 земље је пријављено за квалификације.
У финалном делу је одиграно 16 утакмица и постигнуто 50 голова. У квалификацијама је одиграно 53 утакмица и постигнуто 180 голова.
Финале је одржано на Јамајци од 3. до 14. децембра 2008. Четири полуфиналисте - Јамајка, Гренада, Гвадалупа и Куба - сви су се квалификовали за 2009. годину на златном купу Конкакафа , иако се Куба касније повукла и заменила ју је Хаити.  иако се Куба касније повукла и заменила је Хаити.
Квалификације су почеле у јулу 2008. Квалификационе рунде су коришћене за квалификације укупно шест тимова у последњој рунди турнира за придруживање домаћину, Јамајци, и актуелном шампиону, Хаитију, који су добили директан улазак у последњу групну фазу. Назив турнира је за ову годину промењен из Дигисел Карибијен кап у Дигисел Карибијен чампионшип. 

## Финалисти
Репрезентације које су се квалификовале за финале
| Репрезентација    | Квалификација | Број учешћа | Досадашњи успеси |
| ----------------- | ------------- | ----------- | ---------------- |
| Јамајка           | Домаћин       | 11          | победник         |
| Хаити             | Шампион       | 7           | победник         |
| Гваделуп          | 1. Група Ф    | 6           | трећи            |
| Гренада           | 2. Група Ф    | 5           | други            |
| Куба              | 1. Група Г    | 8           | други            |
| Барбадос          | 2. Група Г    | 7           | групна фаза      |
| Тринидад и Тобаго | 1. Група Х    | 15          | победник         |
| Антигва и Барбуда | 2. Група Х    | 5           | групна фаза      |

## Завршни турнир
Утакмице су се играле на Јамајци.

## Групна фаза

### Група И
| Репрезентација    | Бод | Ута | Под | Нер | Изг | ГД | ГП | ГР |
| ----------------- | --- | --- | --- | --- | --- | -- | -- | -- |
| Куба              | 6   | 3   | 2   | 0   | 1   | 5  | 2  | +3 |
| Гваделуп          | 4   | 3   | 1   | 1   | 1   | 6  | 6  | 0  |
| Хаити             | 4   | 3   | 1   | 1   | 1   | 4  | 4  | 0  |
| Антигва и Барбуда | 2   | 3   | 0   | 2   | 1   | 3  | 6  | –3 |

| Хаити         | 1:1 | Антигва и Барбуда |
| ------------- | --- | ----------------- |
| Сони Норд 53’ |     | Питер Бајерс 72’  |

| Гваделуп        | 1:2 | Куба                                         |
| --------------- | --- | -------------------------------------------- |
| Лари Ханани 27’ |     | Рејсандер Фернандез 8’ · Роберто Линарес 74’ |

| Куба                                                             | 3:0 | Антигва и Барбуда |
| ---------------------------------------------------------------- | --- | ----------------- |
| Јениер Маркез 7’ · Роберто Линарес 20’ · Хаиме Коломе 35’ (пен.) |     |                   |

| Хаити                                              | 2:3 | Гваделуп                                                       |
| -------------------------------------------------- | --- | -------------------------------------------------------------- |
| Александр Бусика 45’ (пен.) · Рејмонд Еднерсон 68’ |     | Микаел Антон-Курие 14’ · Микаел Никос 17’ · Жан-Лук Ламбор 90’ |

| Куба | 0:1 | Хаити                |
| ---- | --- | -------------------- |
|      |     | Александр Бусика 35’ |

| Антигва и Барбуда     | 2:2 | Гваделуп                                   |
| --------------------- | --- | ------------------------------------------ |
| Питер Бајерс 35’, 82’ |     | Микаел Антон-Курие 1’ · Грегори Жендри 63’ |

### Група Ј
| Репрезентација    | Бод | Ута | Под | Нер | Изг | ГД | ГП | ГР |
| ----------------- | --- | --- | --- | --- | --- | -- | -- | -- |
| Јамајка           | 7   | 3   | 2   | 1   | 0   | 7  | 2  | +5 |
| Гренада           | 6   | 3   | 2   | 0   | 1   | 6  | 7  | –1 |
| Тринидад и Тобаго | 4   | 3   | 1   | 1   | 1   | 4  | 4  | 0  |
| Барбадос          | 0   | 3   | 0   | 0   | 3   | 4  | 8  | –4 |

| Тринидад и Тобаго | 1:2 | Гренада                           |
| ----------------- | --- | --------------------------------- |
| Двејн Лио 70’     |     | Китсон Бејн 36’ · Рики Чарлс 90+’ |

| Јамајка                                    | 2:1 | Барбадос              |
| ------------------------------------------ | --- | --------------------- |
| Рудолф Остин 76’ · Лутон Шелтон 82’ (пен.) |     | Ривијер Вилијамс 45+’ |

| Барбадос           | 1:2 | Тринидад и Тобаго                      |
| ------------------ | --- | -------------------------------------- |
| Грегори Гудриџ 13’ |     | Ерол МекФерлејн 42’ (пен.), 73’ (пен.) |

| Јамајка                                                                  | 4:0 | Гренада |
| ------------------------------------------------------------------------ | --- | ------- |
| Ерик Вернан 7’ · Лутон Шелтон 18’ · Енди Вилијамс 53’ · Демар Филипс 78’ |     |         |

| Гренада                                        | 4:2 | Барбадос                  |
| ---------------------------------------------- | --- | ------------------------- |
| Китсон Бејн 14’, 28’, 67’ · Маркус Џулијен 22’ |     | Ривијер Вилијамс 71’, 78’ |

| Јамајка         | 1:1 | Тринидад и Тобаго   |
| --------------- | --- | ------------------- |
| Ерик Вернан 46’ |     | Ерол МекФерлејн 81’ |

## Нокаут фаза

### Полуфинале
| Куба | 2:2 (п. с. н.) | Гренада                                                                                                  |
| --- | -------------- | --- |
| Јоел Колом 14’ · Роберто Линарес 33’                                                                                |                | Рики Чарлс 12’ (пен.) · Kитсон Бејн 80’                                                                  |
| Пенали |                | |
| А. Сервантес · Аријел Мартинез · Хаиме Колом · Силвио Педро Миносо · Јение Маркез · А. Уркељес · Рејсандер Фернанез | 5:6            | Ентони Модесте · Шејн Реније · Китсон Бејн · Марк Маршал · Рики Чарлс · Касим Лангагње · Џуниор Вилијамс |

| Јамајка                             | 2:0 | Гваделуп |
| ----------------------------------- | --- | -------- |
| Онил Томпсон 11’ · Лутон Шелтон 57’ |     |          |

### Утакмица за треће место
| Куба                                                                           | 0:0 | Гваделуп                                                                       |
| ------------------------------------------------------------------------------ | --- | ------------------------------------------------------------------------------ |
|                                                                                |     |                                                                                |
| Пенали                                                                         |     |                                                                                |
| А. Сервантес · А. Мартинез · Јаниер Маркез · Силвио Педро Миносо · Хаиме Колом | 4–5 | Ливио Набаб · Лери Ханани · А. Вертот · Микаел Антони-Курие]] · Жан-Лук Ламбур |

### Финале
| Јамајка                             | 2:0 | Гренада |
| ----------------------------------- | --- | ------- |
| Лутон Шелтон 17’ (пен.), 71’ (пен.) |     |         |

| Најбољи играч Ерик Вернан | Победник Купа Кариба 2008. Јамајка 4° титула | Најбољи стрелац Китсон Бејн Лутон Шелтон (по 5. голова) |